# 自身给药
自身给药（英語：Self-administration）是指个体向自身给药的过程。比如说，糖尿病患者有时会为自己注射胰岛素。
在動物試驗中，自身给药是一种操作制約，其中实验对象获得的犒赏是药物。这种药物既可以通过远程操作来静脉输液，也可以脑室内给药。自身给药被认为是最正当的研究物質依賴、药物成瘾现象的实验模型。动物越频繁地向自己注射药物，该药品的成瘾程度就越高。目前，成瘾药物的自身给药实验已经在人类、非人类哺乳动物、小鼠、诸如蚂蚁之类的无脊椎动物，以及最经常使用的大鼠身上进行过了。